# Finnische Feldhandball-Meisterschaft
Die Finnische Feldhandball-Meisterschaft (finnisch 11-miehen ulkopeli) war die Feldhandball-Meisterschaft von Finnland.

## Meister

### Inoffiziell
| Saison | Meister          |
| ------ | ---------------- |
| 1953   | Arsenal Helsinki |

### Offiziell
| Jahr | Meister | Vizemeister        |
| ---- | ------- | ------------------ |
| 1954 | KaPo    | BK-46              |
| 1955 | KaPo    | Arsenal Helsinki   |
| 1956 | KaPo    | BK-46              |
| 1957 | BK-46   | KaPo               |
| 1958 | BK-46   | Katajanokan Haukat |
| 1959 | BK-46   | KaPo               |

## Erfolgreichste Vereine
| Rang | Verein             | Meister | Zweiter | Titeljahre        |
| ---- | ------------------ | ------- | ------- | ----------------- |
| 1.   | KaPo               | 3       | 2       | 1954, 1955 & 1956 |
| 1.   | BK-46              | 3       | 2       | 1957, 1958 & 1959 |
| 3.   | Arsenal Helsinki   | 0       | 1       |                   |
| 3.   | Katajanokan Haukat | 0       | 1       |                   |